# Нетфен
Нетфен (на немски: Netphen) е град в окръг Зиген-Витгенщайн в Северен Рейн-Вестфалия в Германия с 23 051 жители (към 31 декември 2013).
През града течат реките Зиг и Нетфе. На около 7 km се намира град Зиген.